# Aphanius sureyanus
Aphanius sureyanus е вид лъчеперка от семейство Cyprinodontidae. Видът е застрашен от изчезване.

## Разпространение
Разпространен е в Турция.